# ويليام ستيوارت ووكر
ويليام ستيوارت ووكر (بالإنجليزية: William Stewart Walker)‏ هو عسكري أمريكي، ولد في 6 أكتوبر 1914 في مقاطعة جاكسون في الولايات المتحدة، وتوفي في 6 فبراير 1999 في الإسكندرية في الولايات المتحدة.